# Lancer du javelot féminin aux championnats du monde d'athlétisme 1987
Navigation
Helsinki 1983 Tokyo 1991

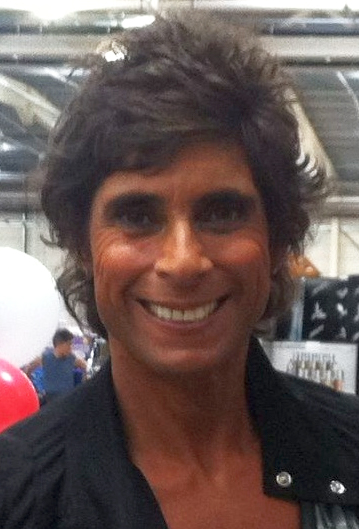
Fatima Whitbread en 2012

L'épreuve du lancer du javelot féminin des championnats du monde d'athlétisme 1987 s'est déroulée les 5 et 6 septembre 1987 dans le Stade olympique de Rome, en Italie. Elle est remportée par la Britannique Fatima Whitbread.

## Résultats

### Finale
| Rang               | Athlète              | Nationalité          | Temps   |
| ------------------ | -------------------- | -------------------- | ------- |
| Médaille d'or      | Fatima Whitbread     | Royaume-Uni          | 76,64 m |
| Médaille d'argent  | Petra Felke-Meier    | Allemagne de l'Est   | 71,76 m |
| Médaille de bronze | Beate Peters         | Allemagne de l'Ouest | 68,82 m |
| 4                  | Tessa Sanderson      | Royaume-Uni          | 67,54 m |
| 5                  | Susanne Jung         | Allemagne de l'Est   | 67,46 m |
| 6                  | Tiina Lillak         | Finlande             | 66,82 m |
| 7                  | Natalya Yermolovich  | Union soviétique     | 65,52 m |
| 8                  | Ivonne Leal          | Cuba                 | 64,90 m |
| 9                  | Ingrid Thyssen       | Allemagne de l'Ouest | 64,12 m |
| 10                 | Manuela Alizadeh     | Allemagne de l'Ouest | 63,40 m |
| 11                 | Katalin Hartai       | Hongrie              | 60,88 m |
| 12                 | Irina Kostyuchenkova | Union soviétique     | 60,60 m |

### Qualifications
| Rang | Athlète              | Pays                 | Temps     |
| ---- | -------------------- | -------------------- | --------- |
| 1    | Petra Felke-Meier    | Allemagne de l'Est   | 69,16 m Q |
| 2    | Tessa Sanderson      | Royaume-Uni          | 66,46 m Q |
| 3    | Beate Peters         | Allemagne de l'Ouest | 64,26 m Q |
| 4    | Irina Kostyuchenkova | Union soviétique     | 63,04 m Q |
| 5    | Katalin Hartai       | Hongrie              | 62,68 m Q |
| 6    | Natalya Yermolovich  | Union soviétique     | 60,78 m Q |
| 7    | Anna Verouli         | Grèce                | 60,60 m   |
| 8    | Yuanxiang Zhou       | Chine                | 59,46 m   |
| 9    | Elisabet Nagy        | Suède                | 58,72 m   |
| 10   | Maria Caridad Colon  | Cuba                 | 57,82 m   |
| 11   | Emi Matsui           | Japon                | 57,78 m   |
| 12   | Denise Thiemard      | Suisse               | 56,34 m   |
| 13   | Sueli Dos Santos     | Brésil               | 55,48 m   |
| 14   | Marieta Riera        | Venezuela            | 53,38 m   |
| 15   | Hui-Cheng Lee        | Taipei chinois       | 51,42 m   |
| 16   | Mereoni Vibose       | Fidji                | 48,60 m   |

| Rang | Athlète            | Pays                      | Temps     |
| ---- | ------------------ | ------------------------- | --------- |
| 1    | Fatima Whitbread   | Royaume-Uni               | 67,00 m Q |
| 2    | Ingrid Thyssen     | Allemagne de l'Ouest      | 64,52 m Q |
| 3    | Ivonne Leal        | Cuba                      | 62,60 m Q |
| 4    | Tiina Lillak       | Finlande                  | 62,34 m Q |
| 5    | Susanne Jung       | Allemagne de l'Est        | 62,26 m Q |
| 6    | Manuela Alizadeh   | Allemagne de l'Ouest      | 62,16 m Q |
| 7    | Natalya Shikolenko | Union soviétique          | 60,40 m   |
| 8    | Celine Chartrand   | Canada                    | 59,06 m   |
| 9    | Tuula Laaksalo     | Finlande                  | 57,24 m   |
| 10   | Baolian Li         | Chine                     | 55,96 m   |
| 11   | Trine Hattestad    | Norvège                   | 55,30 m   |
| 12   | Cathie Wilson      | États-Unis                | 54,80 m   |
| 13   | Iris Gronfeldt     | Islande                   | 54,00 m   |
| 14   | Iammo Launa        | Papouasie-Nouvelle-Guinée | 42,70 m   |
| 15   | Lavern Eve         | Bahamas                   | NM        |

## Légende
Records et Performances
- AR : Record continental (area record)
- CR : Record des championnats (championship record)
- MR : Record du meeting (meet record)
- NR : Record national (national record)
- OR : Record olympique (olympic record)
- PR : Record paralympique (paralympic record)
- PB : Record personnel (personal best)
- SB : Meilleure performance personnelle de la saison (season's best)
- WL : Meilleure performance mondiale de l'année (world leader)
- WJR : Record du monde junior (world junior record)
- WR : Record du monde (world record)

Circonstances et Conditions
- DNF : N'a pas terminé (did not finish)
- DNS : N'a pas pris le départ (did not start)
- DQ : Disqualification (disqualification)
- NM : Aucun essai valable enregistré (No Mark)
- Q : Qualifié « directement » au prochain tour (ou à la prochaine compétition), lors d'une compétition majeure, grâce au classement ou à la réalisation des minima (automatic qualifier)
- q : Qualifié au prochain tour (ou à la prochaine compétition), lors d'une compétition majeure, grâce au repêchage ou à la réalisation de l'une des meilleures performances parmi celles des « non qualifiés directement » (grâce au meilleur temps ou à la meilleure distance par exemple) (secondary qualifier)